# Amelungskopf
Der Amelungskopf im Harz ist ein 379 m ü. NHN hoher Berg bei Wernigerode im Landkreis Harz in Sachsen-Anhalt.

## Geographische Lage
Der Amelungskopf erhebt sich im Naturpark Harz/Sachsen-Anhalt. Sein Gipfel liegt südlich des Zentrums der Stadt Wernigerode. Noch weiter südlich befinden sich der etwas höhere Markhardsberg und der Armeleuteberg mit dem Kaiserturm.

## Name
Der Berg wurde im 16. Jahrhundert nach der in der Stadt Wernigerode ansässigen Familie Amelung benannt. Einen Wernigeröder Familiennamen trägt auch der benachbarte Markhardsberg.

## Tourismus
Am Amelungskopf wurde der Wernigeröder Blindenwanderweg angelegt. Außerdem führen an seinen Hängen Wanderwege hinauf zum Armeleuteberg und weiter zum Försterplatz. Auf der östlichen Seite des Amelungskopfes befinden sich in Richtung Zwölfmorgental die Sprungschanzen.